# Campeonato Panamericano de clubes de balonmano Masculino de 2017
El Panamericano de Clubes de Buenos Aires 2017, fue la XXIV edición del torneo continental americano (antes Sudamericano de Clubes) y la X edición del actual formato. El mismo reunió a los campeones y mejores equipos de América y clasificó a su ganador al Mundial de Clubes disputado en Doha, Catar en agosto de 2017.

## Equipos Clasificados
Participaron del torneo los campeones de Argentina, Brasil, Chile y Uruguay; y los subcampeones de Argentina y Brasil. Inicialmente participarían también el campeón de Estados Unidos y de Paraguay (como había sido en su anterior edición del año 2016), pero ante la negariva del equipo norteamericano se decidió quitarle la plaza al equipo guaraní y así armar un solo grupo de 6 equipos.
| Equipo           | Clasificación                       |
| ---------------- | ----------------------------------- |
| UNLu             | Campeón Campeonato Nacional 2016    |
| SAG Ballester    | Subcampeón Campeonato Nacional 2016 |
| Taubaté Handebol | Campeón Liga Nacional 2016          |
| EC Pinheiros     | Subcampeón Liga Nacional 2016       |
| Ovalle BM        | Campeón Liga Nacional 2016          |
| Colegio Alemán   | Campeón Campeonato Federal 2016     |

## Formato
El torneo se disputó como una liguilla de todos contra todos. Originalmente estaba pensando en dos grupos de 4 equipos que luego jugarían una llave a eliminación directa entre los cuartos y terceros de cada grupo, y otra igual entre los segundos y primeros para determinar cada uno de los puestos. Sin embargo se cambió de formato debido a la ausencia del equipo representante de Estados Unidos, razóno por la cual se desfectó al equipo praguayo de la competencia.

## Resultados

### Posiciones
| Pos. | Equipo           | Pts. | PJ | G | E | P | GF  | GC  | Dif. | Clasificación                       |       | PIN   | TAU   | UNL   | SVB   | OVA   | CAL   |
| ---- | ---------------- | ---- | -- | - | - | - | --- | --- | ---- | ----------------------------------- | ----- | ----- | ----- | ----- | ----- | ----- | ----- |
| 1    | EC Pinheiros     | 15   | 5  | 5 | 0 | 0 | 159 | 102 | +57  | Clasifica al Mundial de Clubes 2017 |       | —     | 28–20 | 30–21 | 31–28 | 34–15 | 36–18 |
| 2    | Taubaté Handebol | 12   | 5  | 4 | 0 | 1 | 147 | 101 | +46  | Plata                               |       | 20–28 | —     | 27–22 | 35–18 | 32–15 | 33–18 |
| 3    | UNLu             | 9    | 5  | 3 | 0 | 2 | 132 | 122 | +10  | Bronce                              |       | 21–30 | 22–27 | —     | 30–27 | 32–19 | 27–19 |
| 4    | SAG Ballester    | 6    | 5  | 2 | 0 | 3 | 145 | 140 | +5   |                                     |       | 28–31 | 18–35 | 27–30 | —     | 36–26 | 36–18 |
| 5    | Ovalle BM        | 3    | 5  | 1 | 0 | 4 | 98  | 155 | −57  |                                     | 15–34 | 15–32 | 19–32 | 26–36 | —     | 23–21 |       |
| 6    | Colegio Alemán   | 0    | 5  | 0 | 0 | 5 | 94  | 155 | −61  |                                     | 18–36 | 18–33 | 19–27 | 18–36 | 21–23 | —     |       |

 Fuente: EHF
Criterios de clasificación: Ver Desempates

### Partidos

#### Día 1
| Campeonato Panamericano de Clubes de 2017 Luiguilla; 24 de mayo de 2017 | Ovalle BM                    | 15 - 32                                                     | Taubaté Handebol           | Mundialista de Villa Ballester, Villa Ballester                          |                                                                          |
| 15:00                                                                   | x2 x3 · Felipe Mihovilovic 4 | ( 7 - 16 ) Planilla de partido Reporte Estadísticas Reporte | x1 x6 x1 · Rafael Lobato 6 | Asistencia: 500 espectadores Árbitro(s): GABRIEL GONZALEZ, CAMILO PRIETO | Asistencia: 500 espectadores Árbitro(s): GABRIEL GONZALEZ, CAMILO PRIETO |

| Campeonato Panamericano de Clubes de 2017 Luiguilla; 24 de mayo de 2017 | Colegio Alemán               | 19 - 27                                                     | UNLu                        | Mundialista de Villa Ballester, Villa Ballester                           |                                                                           |
| 17:00                                                                   | x2 x2 · Gerardo Brum Bachi 5 | ( 7 - 18 ) Planilla de partido Reporte Estadísticas Reporte | x2 x5 · Federico Pizarro 10 | Asistencia: 700 espectadores Árbitro(s): JOAO LUCIANO ROSA, RUDINEI BRAGA | Asistencia: 700 espectadores Árbitro(s): JOAO LUCIANO ROSA, RUDINEI BRAGA |

| Campeonato Panamericano de Clubes de 2017 Luiguilla; 24 de mayo de 2017 | SAG Ballester             | 28 - 31                                                      | EC Pinheiros                | Mundialista de Villa Ballester, Villa Ballester                                |                                                                                |
| 19:00                                                                   | x3 x3 · Andrés Kogovsek 9 | ( 12 - 15 ) Planilla de partido Reporte Estadísticas Reporte | x2 x3 · Rudolph Hackbarth 6 | Asistencia: 2000 espectadores Árbitro(s): SEBASTIAN LENCI, JULIAN LOPEZ GRILLO | Asistencia: 2000 espectadores Árbitro(s): SEBASTIAN LENCI, JULIAN LOPEZ GRILLO |

#### Día 2
| Campeonato Panamericano de Clubes de 2017 Luiguilla; 25 de mayo de 2017 | UNLu                       | 32 - 19                                                      | Ovalle BM               | Mundialista de Villa Ballester, Villa Ballester                            |                                                                            |
| 15:00                                                                   | x2 x4 · Federico Pizarro 7 | ( 18 - 06 ) Planilla de partido Reporte Estadísticas Reporte | x1 x6 x1 · Iair Testa 4 | Asistencia: 2000 espectadores Árbitro(s): JOAO LUCIANO ROSA, RUDINEI BRAGA | Asistencia: 2000 espectadores Árbitro(s): JOAO LUCIANO ROSA, RUDINEI BRAGA |

| Campeonato Panamericano de Clubes de 2017 Luiguilla; 25 de mayo de 2017 | EC Pinheiros                | 36 - 18                                                     | Colegio Alemán             | Mundialista de Villa Ballester, Villa Ballester                      |                                                                      |
| 17:00                                                                   | x2 x1 · Diogo Kent Hubner 7 | ( 17 - 8 ) Planilla de partido Reporte Estadísticas Reporte | x3 x1 · Sebastián Abdala 5 | Asistencia: 2000 espectadores Árbitro(s): CARLOS MARINA, PABLO ACUÑA | Asistencia: 2000 espectadores Árbitro(s): CARLOS MARINA, PABLO ACUÑA |

| Campeonato Panamericano de Clubes de 2017 Luiguilla; 25 de mayo de 2017 | SAG Ballester | 18 - 35                                                     | Taubaté Handebol              | Mundialista de Villa Ballester, Villa Ballester                           |                                                                           |
| 19:00                                                                   | x3 x3 · Martín Souto Cueto, Mariano Cánepa, Nicolás Bono, Juan Ignacio Filipuzzi, Sebastián Sarmiento, Lucas Aizen 2 | ( 9 - 18 ) Planilla de partido Reporte Estadísticas Reporte | x2 x3 x1 · Cleryston Novais 7 | Asistencia: 2000 espectadores Árbitro(s): GABRIEL GONZALEZ, CAMILO PRIETO | Asistencia: 2000 espectadores Árbitro(s): GABRIEL GONZALEZ, CAMILO PRIETO |

#### Día 3
| Campeonato Panamericano de Clubes de 2017 Luiguilla; 26 de mayo de 2017 | Taubaté Handebol                       | 18 - 33                                                                     | Colegio Alemán                  | Mundialista de Villa Ballester, Villa Ballester                                   |                                                                                   |
| 14:45                                                                   | Sebastián Abdala, Gerardo Brum Bachi 5 | ( 8 - 19 ) Planilla de partido Reporte Estadísticas Reporte YouTube Reporte | Rafael Lobato, Wesley Freitas 6 | Asistencia: 500 espectadores Árbitro(s): JOAO LUCIANO ROSA Árbitra: RUDINEI BRAGA | Asistencia: 500 espectadores Árbitro(s): JOAO LUCIANO ROSA Árbitra: RUDINEI BRAGA |

| Campeonato Panamericano de Clubes de 2017 Luiguilla; 26 de mayo de 2017 | SAG Ballester                | 36 - 26                                                                      | Ovalle BM           | Mundialista de Villa Ballester, Villa Ballester                                   |                                                                                   |
| 17:00                                                                   | Sean Corning, Tomás Werner 5 | ( 18 - 11 ) Planilla de partido Reporte Estadísticas Reporte YouTube Reporte | Nicolás Hernández 9 | Asistencia: 1500 espectadores Árbitro(s): GABRIEL GONZALEZ Árbitra: CAMILO PRIETO | Asistencia: 1500 espectadores Árbitro(s): GABRIEL GONZALEZ Árbitra: CAMILO PRIETO |

| Campeonato Panamericano de Clubes de 2017 Luiguilla; 26 de mayo de 2017 | EC Pinheiros               | 30 - 21                                                                      | UNLu               | Mundialista de Villa Ballester, Villa Ballester                                        |                                                                                        |
| 19:00                                                                   | Leonardo Dutra Ferreira 10 | ( 14 - 12 ) Planilla de partido Reporte Estadísticas Reporte YouTube Reporte | Federico Pizarro 7 | Asistencia: 2000 espectadores Árbitro(s): SEBASTIAN LENCI Árbitra: JULIAN LOPEZ GRILLO | Asistencia: 2000 espectadores Árbitro(s): SEBASTIAN LENCI Árbitra: JULIAN LOPEZ GRILLO |

#### Día 4
| Campeonato Panamericano de Clubes de 2017 Luiguilla; 27 de mayo de 2017 | EC Pinheiros                 | 34 - 15                                                     | Ovalle BM          | Mundialista de Villa Ballester, Villa Ballester                                    |                                                                                    |
| 15:45                                                                   | Vitor Dos Santos Medeiros 10 | ( 19 - 6 ) Planilla de partido Reporte Estadísticas Reporte | Juan Pablo Rubio 4 | Asistencia: 2000 espectadores Árbitro(s): JOAO LUCIANO ROSA Árbitra: RUDINEI BRAGA | Asistencia: 2000 espectadores Árbitro(s): JOAO LUCIANO ROSA Árbitra: RUDINEI BRAGA |

| Campeonato Panamericano de Clubes de 2017 Luiguilla; 27 de mayo de 2017 | Colegio Alemán     | 18 - 36                                                     | SAG Ballester      | Mundialista de Villa Ballester, Villa Ballester |                                                |
| 18:00                                                                   | Diego Morandeira 7 | ( 7 - 22 ) Planilla de partido Reporte Estadísticas Reporte | Andrés Kogovsek 10 | Árbitro(s): CARLOS MARINA Árbitra: PABLO ACUÑA  | Árbitro(s): CARLOS MARINA Árbitra: PABLO ACUÑA |

| Campeonato Panamericano de Clubes de 2017 Luiguilla; 27 de mayo de 2017 | UNLu               | 22 - 27                                                                      | Taubaté Handebol | Mundialista de Villa Ballester, Villa Ballester     |                                                     |
| 18:00                                                                   | Federico Pizarro 4 | ( 10 - 12 ) Planilla de partido Reporte Estadísticas Reporte YouTube Reporte | Wesley Freitas 5 | Árbitro(s): GABRIEL GONZALEZ Árbitra: CAMILO PRIETO | Árbitro(s): GABRIEL GONZALEZ Árbitra: CAMILO PRIETO |

#### Día 5
| Campeonato Panamericano de Clubes de 2017 Luiguilla; 28 de mayo de 2017 | Ovalle BM                                             | 23 - 21                                                     | Colegio Alemán      | Mundialista de Villa Ballester, Villa Ballester                          |                                                                          |
| 11:45                                                                   | Elías Oyarzun, Wladimir Oyarzun, Felipe Mihovilovic 4 | ( 12 - 9 ) Planilla de partido Reporte Estadísticas Reporte | Alejandro Velazco 9 | Asistencia: 200 espectadores Árbitro(s): GABRIEL GONZALEZ, CAMILO PRIETO | Asistencia: 200 espectadores Árbitro(s): GABRIEL GONZALEZ, CAMILO PRIETO |

| Campeonato Panamericano de Clubes de 2017 Luiguilla; 28 de mayo de 2017 | UNLu               | 30 - 27                                                      | SAG Ballester    | Mundialista de Villa Ballester, Villa Ballester                      |                                                                      |
| 14:00                                                                   | Federico Pizarro 8 | ( 16 - 12 ) Planilla de partido Reporte Estadísticas Reporte | Mariano Cánepa 7 | Asistencia: 3000 espectadores Árbitro(s): CARLOS MARINA, PABLO ACUÑA | Asistencia: 3000 espectadores Árbitro(s): CARLOS MARINA, PABLO ACUÑA |

| Campeonato Panamericano de Clubes de 2017 Luiguilla; 28 de mayo de 2017 | Taubaté Handebol     | 20 - 28                                                     | EC Pinheiros              | Mundialista de Villa Ballester, Villa Ballester                                |                                                                                |
| 16:00                                                                   | Guilherme Oliveira 5 | ( 8 - 11 ) Planilla de partido Reporte Estadísticas Reporte | Leonardo Dutra Ferreira 8 | Asistencia: 3000 espectadores Árbitro(s): SEBASTIAN LENCI, JULIAN LOPEZ GRILLO | Asistencia: 3000 espectadores Árbitro(s): SEBASTIAN LENCI, JULIAN LOPEZ GRILLO |

## Estadísticas

### Clasificación General
| Medalla de oro    | EC Pinheiros     |
| Medalla de plata  | Taubaté Handebol |
| Medalla de bronce | UNLu             |
| 4                 | SAG Ballester    |
| 5                 | Ovalle BM        |
| 6                 | Colegio Alemán   |

### Goleadores
| P  | Nombre                     | Equipo           | G  | L  | %E | PJ |
| -- | -------------------------- | ---------------- | -- | -- | -- | -- |
| 1  | Federico Pizarro           | UNLu             | 39 | 64 | 61 | 5  |
| 2  | Andrés Kogovsek            | SAG Ballester    | 25 | 38 | 66 | 5  |
| 3  | Victor Dos Santos Medeiros | EC Pinheiros     | 23 | 27 | 85 | 5  |
| 4  | Leonardo Dutra Ferreira    | EC Pinheiros     | 23 | 45 | 51 | 5  |
| 5  | Alejandro Velazco          | Colegio Alemán   | 22 | 59 | 37 | 5  |
| 6  | Wesley Freitas             | Taubaté Handebol | 19 | 31 | 61 | 5  |
| 7  | Diogo Kent Hubner          | EC Pinheiros     | 19 | 31 | 61 | 5  |
| 8  | Juan Pablo Fernández       | UNLu             | 18 | 35 | 51 | 5  |
| 9  | Ramiro Martínez            | UNLu             | 18 | 26 | 69 | 5  |
| 10 | Rafael Lobato              | Taubaté Handebol | 17 | 24 | 71 | 5  |

Fuente: PATHF

### Arqueros
- Mínimo del 20% de lanzamientos recibidos por su equipo.

| P  | Nombre                         | Equipo           | %E | A  | L   | PJ |
| -- | ------------------------------ | ---------------- | -- | -- | --- | -- |
| 1  | Luiz Ricardo Miles Nascimiento | Taubaté Handebol | 45 | 44 | 98  | 5  |
| 2  | Murillo Araujo Santana         | EC Pinheiros     | 43 | 33 | 76  | 5  |
| 3  | Michel Bravet                  | Taubaté Handebol | 43 | 36 | 83  | 5  |
| 4  | Marcos dos Santos              | EC Pinheiros     | 40 | 46 | 115 | 5  |
| 5  | Juan Bar                       | UNLu             | 38 | 65 | 171 | 5  |
| 6  | Tomás Villaroel                | SAG Ballester    | 36 | 58 | 162 | 5  |
| 7  | Lucas Rodríguez Rosas          | Colegio Alemán   | 36 | 26 | 73  | 5  |
| 8  | Teobaldo Díaz                  | Ovalle BM        | 33 | 16 | 49  | 5  |
| 9  | René Oliva                     | Ovalle BM        | 29 | 51 | 173 | 5  |
| 10 | Felipe Gonzalez                | Colegio Alemán   | 25 | 25 | 122 | 5  |

Fuente: PATHF

### Asistencias
| P  | Nombre               | Equipo        | A  | PJ |
| -- | -------------------- | ------------- | -- | -- |
| 1  | Juan Pablo Fernández | UNLu          | 16 | 5  |
| 2  | Leonardo Silveira    | EC Pinheiros  | 13 | 5  |
| 3  | Matías Scovenna      | SAG Ballester | 10 | 5  |
| 3  | Pedro Souza Pacheco  | EC Pinheiros  | 10 | 5  |
| 5  | Federico Fernández   | UNLu          | 8  | 5  |
| 5  | Julián Souto Cueto   | EC Pinheiros  | 8  | 5  |
| 7  | Gonzalo Bono         | SAG Ballester | 7  | 5  |
| 7  | Nicolás Bono         | SAG Ballester | 7  | 5  |
| 7  | Francisco Salazar    | Ovalle BM     | 7  | 5  |
| 10 | Diogo Kent Hubner    | EC Pinheiros  | 6  | 5  |
| 10 | Federico Pizarro     | UNLu          | 6  | 5  |

Fuente: PATHF

## Premios
El equipo ideal y el Jugador Más Valioso (MVP) fueron anunciados el último día de la competencia.
| Equipo ideal      | Equipo ideal            | Equipo ideal     |
| ----------------- | ----------------------- | ---------------- |
| Posición          | Jugador                 | Equipo           |
| Arquero           | Marcos dos Santos       | EC Pinheiros     |
| Extremo izquierdo | André Soares            | Taubaté Handebol |
| Lateral izquierdo | Leonardo Dutra Ferreira | EC Pinheiros     |
| Central           | André Silva             | Taubaté Handebol |
| Lateral derecho   | Federico Pizarro        | UNLu             |
| Extremo derecho   | Andrés Kogovsek         | SAG Ballester    |
| Pivote            | Vinicius Teixeira       | Taubaté Handebol |
| MVP               |                         |                  |
| Lateral izquierdo | Federico Pizarro        | UNLu             |